# Биннен
Биннен (нем. Binnen) — община в Германии, в земле Нижняя Саксония.
Входит в состав района Ниэнбург-на-Везере. Подчиняется управлению Либенау. Население составляет 1016 человек (на 31 декабря 2010 года). Занимает площадь 24,79 км².
Коммуна подразделяется на 3 сельских округа.
| Год  | Население |
| ---- | --------- |
| 1990 | 916       |
| 1995 | 986       |
| 2000 | 1008      |
| 2005 | 1065      |
| 2010 | 1019      |